# Sportfreunde Üdingen
Sportfreunde Üdingen (offiziell: Sportfreunde Üdingen 1912 e.V.) ist ein Sportverein aus dem Kreuzauer Stadtteil Üdingen im Kreis Düren. Die erste Fußballmannschaft spielte ein Jahr in der höchsten mittelrheinischen Amateurliga.

## Geschichte

### Sportfreunde Üdingen
Der Verein wurde im Jahre 1912 gegründet. Im Jahre 1927 fusionierten die Sportfreunde mit dem BSC Boich zu den Sportfreunde Üdingen-Boich. Sechs Jahre später wurde die Fusion wieder gelöst. Nach dem Ende des Zweiten Weltkriegs wurden die Üdinger erster Dürener Kreismeister und qualifizierten sich für seinerzeit erstklassige Rheinbezirksliga. 1948 ging es für die Mannschaft wieder runter in die Kreisklasse, bevor die Sportfreunde den direkten Wiederaufstieg schafften. 1951 ging es erneut runter in die Kreisklasse. Der Verein bildete daraufhin zusammen mit dem im Jahre 1910 gegründeten FC Fortuna Maubach die Spielgemeinschaft SG Rurtal Üdingen-Maubauch und schaffte 1953 den Wiederaufstieg in die Bezirksklasse. Nach nur einem Jahr ging es wieder runter. Der direkte Wiederaufstieg wurde in der Aufstiegsrunde verpasst, wo die Üdingener an der SpVgg Hurst-Rosbach scheiterten. Später wurde die Spielgemeinschaft wieder gelöst. Die Sportfreunde spielten in den folgenden Jahrzehnten aber nur noch auf lokaler Ebene.

### SG Rurtal
Seit 1996 bilden die Sportfreunde Üdingen gemeinsam mit dem FC Fortuna Maubach die Spielgemeinschaft SG Rurtal 1996. Zwischen 2013 und 2017 spielt diese in der Kreisliga C. In der Saison 2016/17 schaffte man als bester Zweiter den Aufstieg in die Kreisliga B. Die folgende Saison 2017/18 wurde als Neunter beendet.